# Flykten från jorden
Flykten från jorden, originaltitel When Worlds Collide, är en amerikansk science-fictionfilm från 1951, regisserad av Rudolph Maté och producerad av George Pal.

## Om filmen
Den är skriven av Sydney Boehm baserad på en roman av Edwin Balmer och Philip Gordon Wylie.
Filmen vann en Oscar för Bästa specialeffekter.